# Hidroxilamin
| Hidroxilamin |                                                                          |
| \| \| \| |                                                                          |
| |                                                                          |
| IUPAC-név | hidroxilamin                                                             |
| Kémiai azonosítók                                                                                               |                                                                          |
| CAS-szám | 7803-49-8                                                                |
| PubChem | 787                                                                      |
| ChemSpider | 766                                                                      |
| EINECS-szám | 232-259-2                                                                |
| KEGG | C00192                                                                   |
| ChEBI | 15429                                                                    |
| RTECS szám | NC2975000                                                                |
| SMILES | NO                                                                       |
| InChI | 1S/H3NO/c1-2/h2H,1H2                                                     |
| InChIKey | AVXURJPOCDRRFD-UHFFFAOYSA-N                                              |
| Gmelin | 478                                                                      |
| UNII | 2FP81O2L9Z                                                               |
| ChEMBL | CHEMBL1191361                                                            |
| Kémiai és fizikai tulajdonságok                                                                                 |                                                                          |
| Kémiai képlet                                                                                                   | NH2OH                                                                    |
| Moláris tömeg                                                                                                   | 33,0298 g/mol                                                            |
| Megjelenés | fehér tűk                                                                |
| Sűrűség | 1,20 g·cm–3 (14 °C)                                                      |
| Olvadáspont | 33,1 °C                                                                  |
| Forráspont | 142 °C                                                                   |
| Oldhatóság (vízben)                                                                                             | hideg vízben jól oldódik meleg vízben bomlik                             |
| Kristályszerkezet                                                                                               |                                                                          |
| Dipólusmomentum                                                                                                 | 0,67553 debye                                                            |
| Termokémia |                                                                          |
| Std. képződési entalpia ΔfHo298                                                                                 | −39,9 kJ/mol                                                             |
| Standard moláris entrópia So298                                                                                 | ? J K−1 mol−1                                                            |
| Veszélyek |                                                                          |
| EU osztályozás                                                                                                  | Robbanásveszélyes (E) Ártalmas (Xn) Veszélyes a környezetre (N)          |
| NFPA 704 | 3 1                                                                      |
| R mondatok | R2, R21/22, R37/38, R40, R41, R43, R48/22, R50                           |
| S mondatok | (S2), S26, S36/37/39, S46, S61                                           |
| Rokon vegyületek                                                                                                |                                                                          |
| Rokon hidroxilammóniumsók                                                                                       | hidroxilammónium-klorid hidroxilammónium-nitrát hidroxilammónium-szulfát |
| Rokon vegyületek                                                                                                | ammónia hidrazin                                                         |
| Ha másként nem jelöljük, az adatok az anyag standardállapotára (100 kPa) és 25 °C-os hőmérsékletre vonatkoznak. |                                                                          |
| |                                                                          |

A hidroxilamin egy színtelen, instabil, rombos kristályszerkezetű tűk alakjában kristályosodó vegyület. A képlete NH2OH. Feloldódik hideg vízben és alkoholban. Vizes oldatban gyenge bázisként viselkedik, erős redukálószer. Közepesen mérgező hatású. A salétromsav redukciójakor képződik.

## Kémiai tulajdonságai
A hidroxilamin gyenge bázis, ha vízzel reagál, hidroxilammónium-ionok és hidroxidionok keletkeznek belőle.
{\displaystyle \mathrm {NH_{2}OH+H_{2}O\rightleftharpoons NH_{3}OH^{+}+OH^{-}} }
Óvatos melegítés hatására elbomlik, hirtelen hevítés hatására felrobban. A bomlás reakcióegyenlete:
{\displaystyle \mathrm {3\ NH_{2}OH\rightarrow N_{2}+NH_{3}+3\ H_{2}O} }
Erős redukálószer. Ezüstsókból fémezüstöt, higanysókból fémhiganyt szabadít fel. Vörös színű réz(I)-oxidot tesz szabaddá a lúgos réz-tartarát oldatból. Savas vagy semleges kémhatású közegben elszínteleníti a kálium-permanganát oldatát. A higany(II)-klorid oldatából higany(I)-kloridot választ ki, ami fehér csapadék alakjában válik ki. Lassan ammónium-nitráttá oxidálódik levegőn. Nátrium hatására a hidroxilcsoportjának hidrogénje nátriumra cserélődik, a reakció igen heves. A keletkező vegyület képlete: NH2ONa. Savakkal sókat (hidroxilammónium-sókat) képez, a sói szintén erős redukálószerek. Reakcióba lép halogénekkel is, ekkor halogénsavak és nitrogén képződnek.

## Előállítása
Ha tömény salétromsavban a hidrogénnél negatívabb standardpotenciálú fémeket oldanak fel, a fejlődő naszcensz hidrogén hatására a salétromsav hidroxil-aminná redukálódhat. Akkor is képződik, ha a salétromsavat amalgámozott ólomkatódon elektrolitikusan redukálnak.
{\displaystyle \mathrm {HNO_{3}+6\ H\rightarrow H_{2}N{-}OH+2\ H_{2}O} }

## Felhasználása
A hidroxilamint redukálószerként alkalmazzák, illetve felhasználják a kaprolaktám gyártásakor, ami poliamid típusú műanyagok alapanyaga.